# Lovozero
Lovozero (en russe : Ловозеро) est une localité rurale de l'oblast de Mourmansk, en Russie, et le centre administratif du raïon de Lovozero. Sa population s'élevait à 2 871 habitants en 2010.

## Géographie
Lovozero se trouve près du lac Lovozero, elle est arrosée par la rivière Virma.

## Histoire
Les premières habitations datent de 1574, le lieu est alors appelé Loyyavrsiyt. Lovozero est mentionné pour la première fois dans la littérature en 1608.

## Nom
Le nom d'origine du village vient du Same de Kildin "Luyavr-syyyt" (Луявьр-сыййт) dit aussi "Loyyavrsiyt" (Лойъяврсийт) assemblage de yāvvr- (яввьр-) voulant dire "lac" et de -syyyt (-сыййт) voulant dire "village". La première partie du mot "Lou-" (Лу-) veut dire "fort". On peut donc le traduire par "village fort près du lac".

## Population
Recensements (*) ou estimations de la population
| 1959* | 1970* | 1979* | 1989* | 2002* | 2010* |
| ----- | ----- | ----- | ----- | ----- | ----- |
| 2 330 | 3 463 | 3 397 | 3 638 | 3 141 | 2 871 |

## Culture
Lovozero est un foyer culturel important de la culture lapone (Samis). Divers fêtes et festivals Samis y sont organisés. La localité est souvent appelée la « capitale russe de la Laponie ».

## Économie
Les principales activités économiques de Lovozero sont l'élevage de rennes, la fabrication de produits en peau de rennes, la chasse, la pêche et la cueillette de baies.

## Climat
| Mois                     | jan.  | fév.  | mars | avril | mai  | juin | jui. | août | sep. | oct. | nov. | déc.  | année |
| ------------------------ | ----- | ----- | ---- | ----- | ---- | ---- | ---- | ---- | ---- | ---- | ---- | ----- | ----- |
| Température moyenne (°C) | −13,1 | −12,6 | −8,2 | −2,5  | 3,2  | 19,5 | 13,2 | 10,5 | 5,9  | −0,1 | −7,6 | −11,1 | −1    |
| Humidité relative (%)    | 83,3  | 81,9  | 79,4 | 73,1  | 71,2 | 69,5 | 74,6 | 79,8 | 83,1 | 85,1 | 86,5 | 84,5  | 79,3  |

## Jumelage
Lovozero possède des accords de jumelage avec:
- Jokkmokk (Suède)[2]
- Karasjok (Norvège)[3]

## Galerie

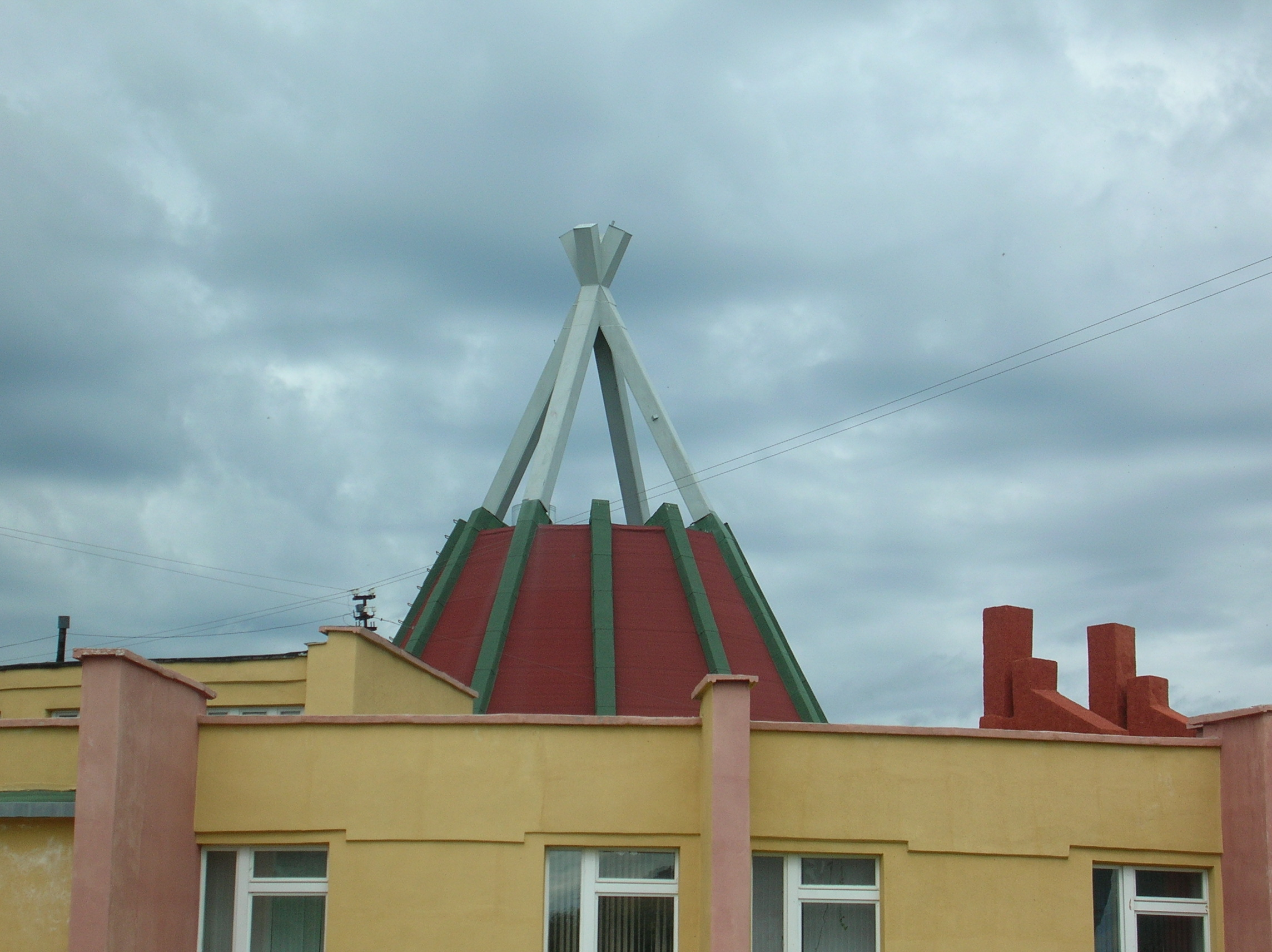
Centre culturel sâme
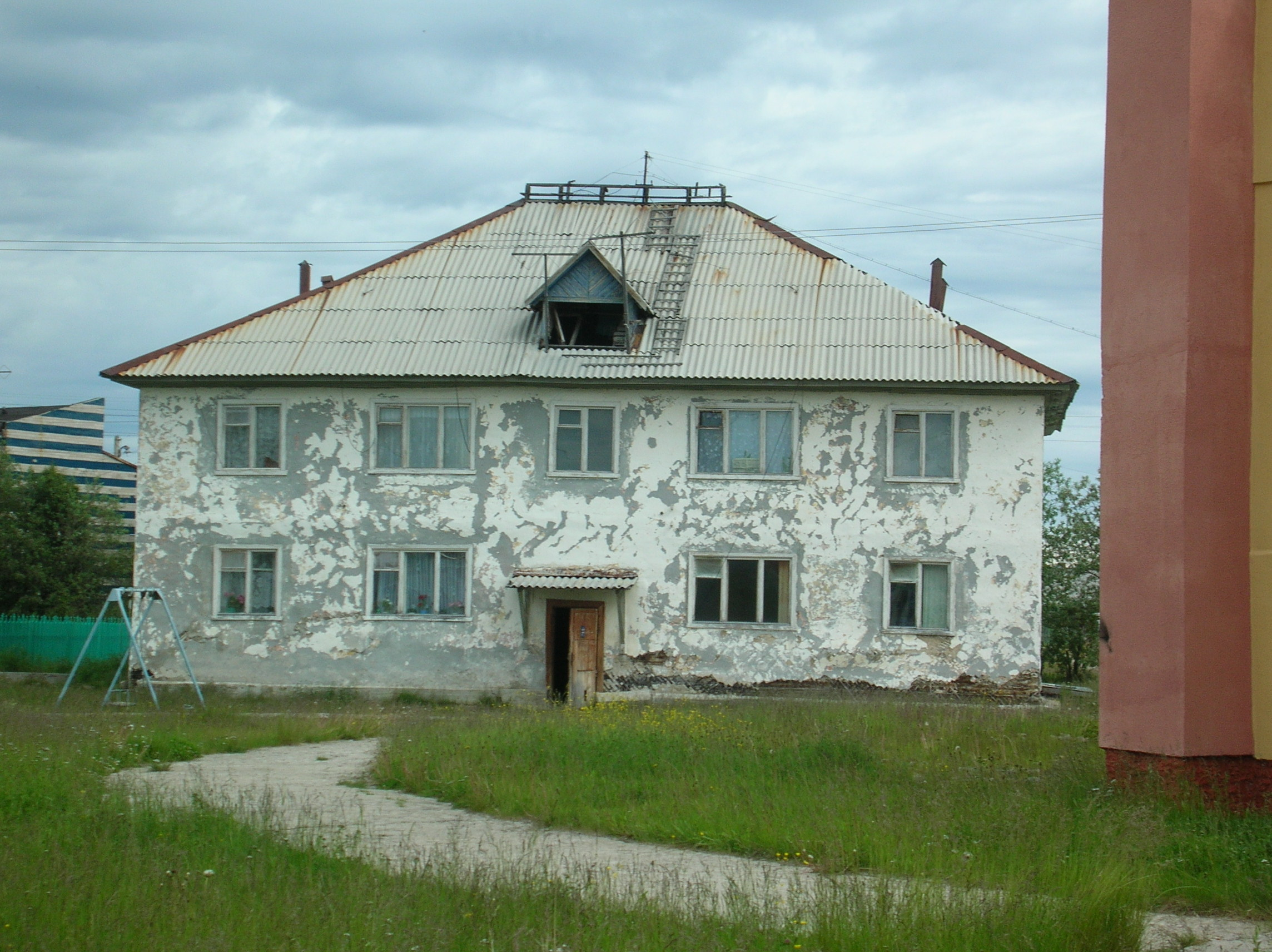
Vieille maison près du centre culturel sâme
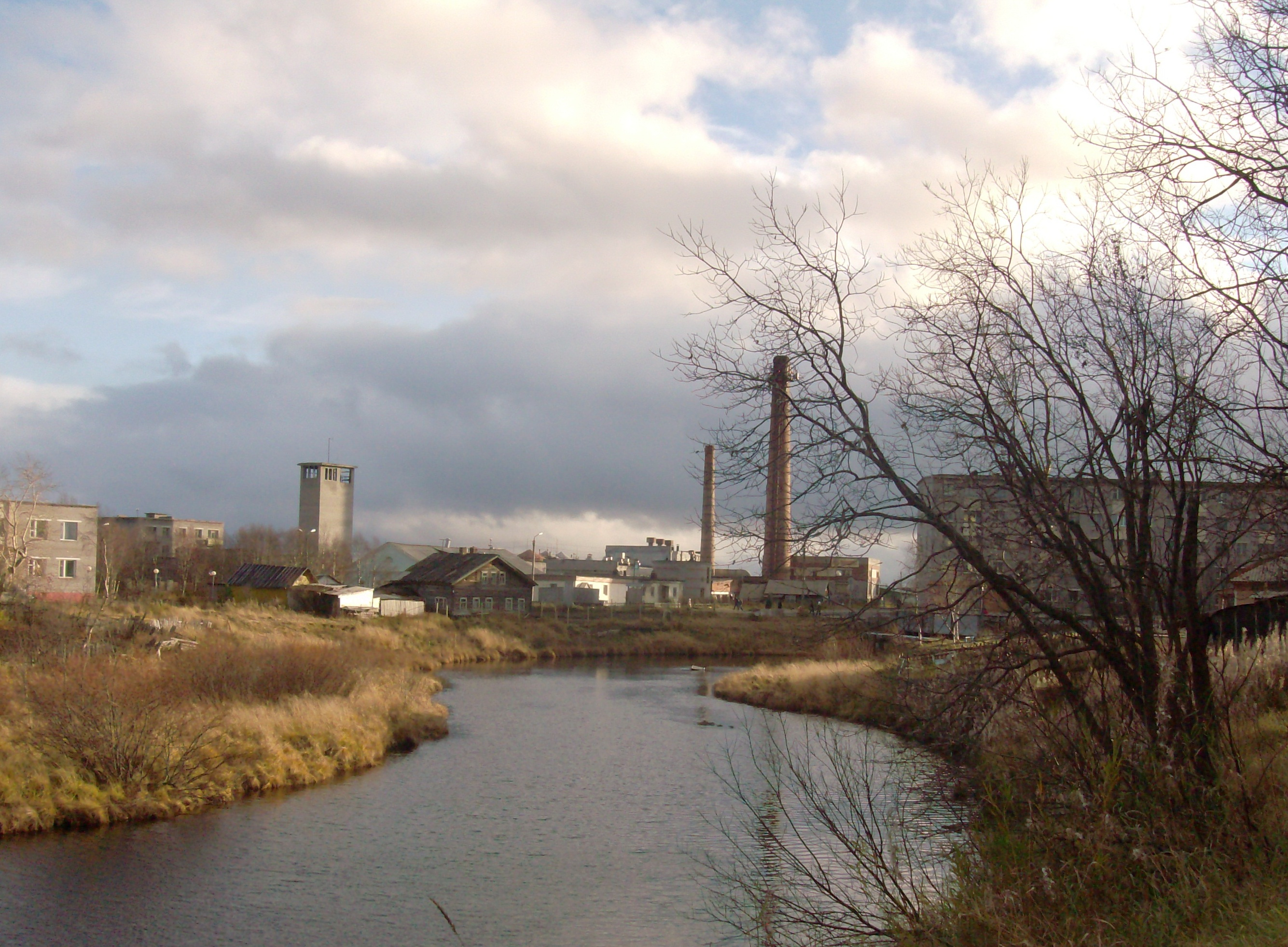
Vue de la Virma qui traverse le village

## Source
- (ru) Cet article est partiellement ou en totalité issu de l’article de Wikipédia en russe intitulé « Ловозеро (село) » (voir la liste des auteurs).
- (ru) Histoire de Lovozero